# پی‌یر مائوروی
پیر موروآ (فرانسوی: Pierre Mauroy‎ زاده ۵ ژوئیهٔ ۱۹۲۸ – درگذشته ۷ ژوئن ۲۰۱۳) یک سیاستمدار، و معلم اهل فرانسه بود که از ۲۲ مه ۱۹۸۱ تا ۱۷ ژوئیه ۱۹۸۴ نخست‌وزیر دولت فرانسوا میتران، رئیس‌جمهور فرانسه بود. پی‌یر موروآ در ۷ ژوئن ۲۰۱۳ در پاریس بر اثر سرطان ریه در سن ۸۴ سالگی درگذشت. موروآ علاوه بر این از سال ۱۹۷۳ تا ۲۰۰۱ شهردار شهر لیل (فرانسه) بود و در زمان فوت شهردار بازنشسته این شهر به‌شمار می‌رفت. . نام ورزشگاه جدید لیل به افتخار او ورزشگاه پیر موروآ نامگذاری (Stade Pierre Mauroy) شده‌است.